# Marsyliusz z Inghen

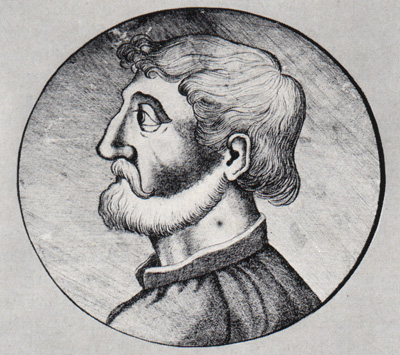
Marsyliusz z Inghen

Marsyliusz z Inghen (ur. ok. 1340, zm. w 1396) – średniowieczny filozof, jeden z czołowych przedstawicieli nominalizmu. Pierwszy rektor Uniwersytetu w Heidelbergu.
Pochodził z Niderlandów, urodził się w Nijmegen (według dawniejszych poglądów w Inghen). Był uczniem Jana Buridana. W latach 1362–1378 był magistrem w Paryżu, w latach 1386-1396 w Heidelbergu – od 1386 pełnił funkcję rektora tamtejszego uniwersytetu.
Zasadniczo kontynuował nominalizm Jana Buridana i Wilhelma Ockhama, wykazywał jednak dużą niezależność. W filozofii naturalnej był empirystą, uznawał, że wiedza naukowa opierać się musi na danych zmysłowych lub oczywistych przesłankach. Na gruncie etyki zajmował się zagadnieniem wolnej woli bytów obdarzonych rozumem.